# Orquesta Aragón
Orquesta Aragón es una popular agrupación cubana fundada en 1939 por Orestes Aragón en Cienfuegos, cuya música es en formato de charanga. Su sonido característico es el tradicional son cubano.

## Historia
La Orquesta Aragón nació el 30 de septiembre de 1939 en Cienfuegos, Cuba, bajo la dirección del contrabajista Orestes Aragón Cantero. El violinista Rafael Lay Apezteguia, quien ingresara al colectivo en 1940 con trece años de edad, fue capaz de asumir su liderazgo en 1948 tras la enfermedad de su director fundador. Durante el período que se reconoce como su época dorada –décadas de 1960 y 1970- Lay logró robustecer un verdadero equipo que se conformaba por el flautista Richard Egües, las voces de Pepe Olmo y Felo Bacallao y todas las estrellas que hicieron resaltar a la orquesta en esa época. 
La muerte de Rafael Lay en 1982 conmocionó los cimientos de la agrupación y en dos años se sucedieron en la dirección Richard Egües y Rafael Lay Bravo quien continúa al frente de la charanga. Para finales del siglo XX y ya en el siglo XXI, una segunda y tercera generación de la madre de las charangas cubanas continúa imponiendo su sello por diversos escenarios del mundo como el Carnegie Hall, Olympia de Paris, Lincoln Center. La discografía de la agrupación supera las 100 placas y goza con el privilegio de pertenecer al Salón de la Fama de la Música Latina de Nueva York (1999) y Las Vegas (2012). 
La UNESCO otorgó la Medalla Pablo Picasso y declaró a La Orquesta Aragón como Patrimonio de La Humanidad en 2005. Entre otros reconocimientos podemos plasmar las 2 nominaciones a los Grammy Awards en los años 2001 y 2002 con los CD “La Charanga Eterna” y “On route” respectivamente y a los Latin Grammy Awards 2020 y 2021 con el álbum “Icono" y "Chachachá: Homenaje a lo Tradicional" (feat. Alain Perez e Issac  Delgado) respectivamente, resultando ganadores en la categoría de "Mejor Álbum Tropical Tradicional". 
Con más de ocho décadas de haber sido fundada, la orquesta mantiene un activo trabajo y busca preservar su sello, incorporándole a la par, nuevos ingredientes acorde a los tiempos. 

## Integrantes
- Rafael Lay Bravo - violín director
- Orlando Pérez - piano
- Norberto Consuegra - timbal
- José Palma - güiro
- Rafael Lay Sánchez - violín
- Eric Labaut Lay - violín
- Ainel González - violín
- Juan Carlos Villegas - cantante
- Roberto Espinosa - Contrabajo
- Danrys Navas - congas
- Eduardo Rubio - flauta
- Celso Valdés Santandreu - violin

## Discografía
Las grabaciones de la  Orquesta Aragón tiene sus inicios en el año 1952.
- 1955- Orquesta Aragón.
- 1956 That Cuban Cha-cha-cha.
- 1956-1957 The Heart of Havana.
- 1958 Me Voy Para la Luna
- 1958 Maracas, Bongó y conga.
- 1959 Cójale el gusto a Cuba con la Orquesta Aragón, Vol.I.
- 1960 Danzones de ayer y de hoy,Vol.I.
- 1961 Danzones de ayer y de hoy,Vol.II.
- 1961 Charangas,

chachachás y boleros.
- 1961 Ja-ja-pachá.
- 1961 Cójale el gusto a Cuba con la Orquesta Aragón, Vol.II.
- 1961 Mosaicos tropicales.
- 1962 Cójale el gusto a Cuba con la Orquesta Aragón, Vol.III.
- 1963-1965 Aragón.
- 1967 Aragón.
- 1969 Aragón.
- 1970 Orquesta Aragón.
- 1971 Bailables de Cuba.
- 1972 Teatro Amadeo Roldán.Recital.
- 1976 Orquesta Aragón.
- 1976 Cuba,qué linda es Cuba. Aragón, Ela Calvo, Carlos Puebla y sus Tradicionales y Los Papines.
- 1976 Lo nuevo de la Orquesta Aragón de Cuba.
- 1978 Orquesta Aragón.39 años.
- 1979 Orquesta Aragón. 40 años,

Vol.I.
- 1979 Orquesta Aragón. 40 años, Vol.II.
- 1979 Orquesta Aragón.
- 1981 Aragón, Vol.I

Invitadas Elena Burke, Moraima Secada, Omara Portuondo y Argelia Fragoso.
- 1981 Aragón, Vol.II
- 1984 Homenaje póstumo a Rafael Lay,Vol.I.en vivo, Francia.
- 1984 Homenaje a Richard Egües,Vol II

en vivo, Francia.
- 1986-1987 Los inéditos en vivo de la Orquesta Aragón, Colección Diamante no.1.
- 1987 Recordando a Lay.
- 1987 Baila con La Aragón.
- 1989 La Aragón:50 años de oro.(Disco 1 y 2)
- 1988-Aragón en la onda de la alegría
- 1992-Insuperable Orquesta Aragón
- 1992-Cha Cha Cha's que hicieros época.
- 1992 Sabrosona.
- 1993-Chaonda
- 1994 Future.
- 1994 De nuevo Orquesta Aragón.
- 1997 Orquesta Chachacharanga.
- 1998-Quien Sabe Sabe
- 1999-La charanga eterna (Nominado a los Premios Grammy)
- 2001-En Route (Nominado a los Premios Grammy)
- 2005 Cuba le canta a Serrat, varios artistas.
- 2008-Sonido de Siempre
- 2014-Aragoneando
- 2020- Icono (Premio Grammy Latino "Mejor Álbum Tropical Tradicional")

#### Colectivos
- 1971 - Saludo cubano
- 1979 - it:Danzones De Ayer Y Hoy
- 2005 - Cuba le canta a Serrat